# Theta Cassiopeiae
Theta Cassiopeiae (Marfak, 33 Cassiopeiae) é uma estrela na direção da constelação de Cassiopeia. Possui uma ascensão reta de 01h 11m 05.93s e uma declinação de +55° 08′ 59.8″. Sua magnitude aparente é igual a 4.34. Considerando sua distância de 137 anos-luz em relação à Terra, sua magnitude absoluta é igual a 1.22. Pertence à classe espectral A7Vvar.